# Округ Шоно (Висконсин)
Шоно (енгл. Shawano County) је округ у америчкој савезној држави Висконсин.

## Демографија
По попису из 2010. године број становника је 41.949, што је 1.285 (3,2%) становника више него 2000. године.
| Група             | 2000.          | 2010.          |
| Белци             | 37.102 (91,2%) | 36.951 (88,1%) |
| Афроамериканци    | 91 (0,2%)      | 143 (0,3%)     |
| Азијати           | 136 (0,3%)     | 180 (0,4%)     |
| Хиспаноамериканци | 407 (1,0%)     | 905 (2,2%)     |
| Укупно            | 40.664         | 41.949         |